# Полосухино (станция)
Полосухино — узловая станция Кузбасского региона Западно-Сибирской железной дороги, находящаяся в одноимённом посёлке Заводского района города Новокузнецка. Названа в честь Полосухина, Виктора Ивановича

## Прилегающие перегоны
В чётном направлении:
- Полосухино — Курегеш, двупутный, автоблокировка с проходными светофорами и далее на Карлык

В нечётном направлении:
- Полосухино — Новокузнецк-Северный
- Полосухино — Бардино , далее на Ерунаково

Через станцию проходит 3 пары электропоездов в зимнее и 4 пары в летнее время.
Станция обеспечивает вывоз угля с шахты Большевик и Полосухинская
Согласно генеральному плану развития Новокузнецка в районе станции Полосухино планируется построить Полосухинский грузовой терминал
На станции расположена Полосухинская дистанция пути.

## Достопримечательности
- 5 августа 2017 года на станции был открыт бюст полковника Полосухина[3].